# Adidovce
Adidovce (hongrois : Agyidócz) est un village de Slovaquie situé dans la région de Prešov.

## Histoire
Première mention écrite du village en 1568.

## Démographie

### Évolution de la population
| Année:               | 1994. | 2004.   | 2014.   | 2024.    |
| -------------------- | ----- | ------- | ------- | -------- |
| Nombre de personnes: | 229   | 221     | 211     | 234      |
| Différence:          |       | -3,49 % | -4,52 % | +10,90 % |

| Année:               | 2023. | 2024.   |
| -------------------- | ----- | ------- |
| Nombre de personnes: | 228   | 234     |
| Différence:          |       | +2,63 % |